# Русаков, Михаил Петрович
Михаи́л Петро́вич Русако́в (8 (20) ноября 1892, г. Юхнов, Смоленская губерния или с. Черновское, Курганский уезд, Тобольская губерния — 24 октября 1963, Москва) — советский геолог, академик АН Казахской ССР, доктор геолого-минералогических наук (1936), профессор (1936), заслуженный деятель науки и техники Казахской ССР, академик АН Казахской ССР (1946), первооткрыватель Коунрадского месторождения медной руды (1928).

## Биография
Михаил Русаков родился 8 (20) ноября 1892 года по одним данным в городе Юхнове Юхновского уезда Смоленской губернии (ныне административный центр Юхновского района Калужской области), по другим данным — в селе Чернавском (Черновском) Чернавской волости Курганского уезда Тобольской губернии.
В 14-летнем возрасте поступил в Черкасскую гимназию, где обучался пять лет. Окончил гимназию с золотой медалью. В 1911 году поступил на геологоразведочный факультет Санкт-Петербургского горного института. Первую свою практику проходил в одной их гидротехнических партий Семипалатинского переселенческого управления. В сентябре 1917 года Русаков переводится в Томский технологический институт, потому что продолжать образование в предреволюционном Петрограде стало невозможно. Учёба в новом институте затянулась на десять лет. Хотя Русаков и заканчивает курс геологоразведки в Томском технологическом институте, но диплом получает в родном горном институте.
С 1921 года Русаков работает в УралоСибирском отделении геологического комитета. В конце марта 1922 года Сибирское отделение Геолкома утвердило исполнительную программу работ, согласно которой Русаков должен был в течение пяти месяцев заниматься «изучением наиболее важной в рудоносном отношении части Прибалхашской степи».
Работал в системе Геологического комитета, в Центральном научно-исследовательском геологоразведочном институте (ЦНИГРИ) и Всесоюзном геологическом институте (ВСЕГЕИ) в должностях научного сотрудника, старшего геолога, профессора-доктора, эксперта-консультанта в Уральском и Казахском геологическом управлениях (1922—1946 гг.).
В 1928 году экспедицией под его руководством были открыты богатые залежи медной руды в Прибалхашье (Коунрадское месторождение). Близ месторождения началось бурное строительство города Балхаш и горно-обогатительного комбината.
В 1930—1931 годах находился в командировке в США для изучения рудных месторождений и постановки геологоразведочного дела, выпустил в 1934 г. подробнейший отчет об этой поездке, знакомил своих коллег с американским опытом.
В 1936 году без защиты диссертации были присвоены звание профессора и ученая степень доктора геолого-минералогических наук.
С 1941 работал в геологическом отделе Казахского филиала АН СССР, впоследствии — Институте геологических наук АН Казахской ССР,
С 1942 года по совместительству работал в Алма-Ате экспертом-консультантом, заведующим отделом, сектором Института геологических наук АН КазССР.
26 октября 1945 года вышло Постановление Совета Народных комиссаров Союза ССР о реорганизации Казахского филиала Академии наук СССР в Академию наук Казахской ССР. Постановлением Совета Министров Казахской ССР были утверждены первые 14 действительных членов Академии наук Казахской ССР, среди них доктор геолого-минералогических наук, заслуженный деятель науки и техники КазССР Михаил Петрович Русаков.
30 мая 1949 года был арестован по подозрению в причастности к «красноярскому делу» геологов. В период следствия и ожидания суда почти год содержался в камере-одиночке. Сам Михаил Петрович как-то сказал о следствии: «Я на первом же допросе признался, что я матерый шпион, и меня не били».
28 октября 1950 года постановлением ОСО при МГБ СССР приговорен к 25 годам лагерей по статьям 58-6, 58-7, 58-10 (в некоторых источниках и 58-11) УК РСФСР, за полтора года до этого был лишен допуска к секретным материалам. Около года просидел в сырой камере-одиночке. Работал в заключении в геологическом отделе ОТБ-1 (Красноярск). 20 марта 1954 года дело в отношении Русакова Михаила Петровича за недоказанностью обвинения в уголовном порядке прекращено с освобождением Русакова М. П. из-под стражи. Реабилитирован 5 марта 1958 года СК Верховного суда СССР за недоказанностью состава преступления.
Затем работал в геологическом отделе Казахского филиала АН СССР.
В конце жизни он записал в своем дневнике: «За 30 лет моего служения Родине мной открыто и выявлено рудно-минерального сырья на 25 триллионов рублей, то есть я давал его государству на два млрд рублей ежедневно. И это меня утешает и примиряет со всем и со всеми, ибо я чувствую, что недаром прожил свою жизнь».
Михаил Петрович Русаков скончался 24 октября 1963 года, похоронен в Москве на Новодевичьем кладбище (8 уч. 35 ряд), рядом с ним похоронена супруга. Автор памятника скульптор Л. Рабинс.

## Научная деятельность
Работы М. П. Русакова посвящены исследованиям рудных месторождений, особенно месторождений медно-порфировых руд.
Внёс значительный вклад в развитие металлогенической науки, в изучение вторичных кварцитов и связанного с ними медно-молибденового оруденения, а также проявлений высокоглинозёмистого сырья. С его именем связано открытие Коунрадского медного, Карагайлинского свинцово-баритового, Семизбугского корунд-андалузитового, Кайрактинского асбестово-баритового и полиметаллического месторождений Казахстана. Им были выдвинуты в качестве объектов для первоочередного освоения Алмалыкское в Узбекской ССР и Коунрадское в Казахской ССР месторождения медных руд.
Был одним из авторитетных экспертов по оценке полезных ископаемых и горнорудной экономики, ему принадлежит постановка и разработка проблемы медных порфировых руд, которая являлась в то время новой для СССР.

## Награды и звания
- Два ордена Трудового Красного Знамени[9], в том числе 1944 год
- Орден Отечественной войны I степени, 1945 год
- Медаль «За доблестный труд в Великой Отечественной войне 1941—1945 гг.», 1945 год
- Заслуженный деятель науки и техники Казахской ССР, 1945 год[10].

## Память

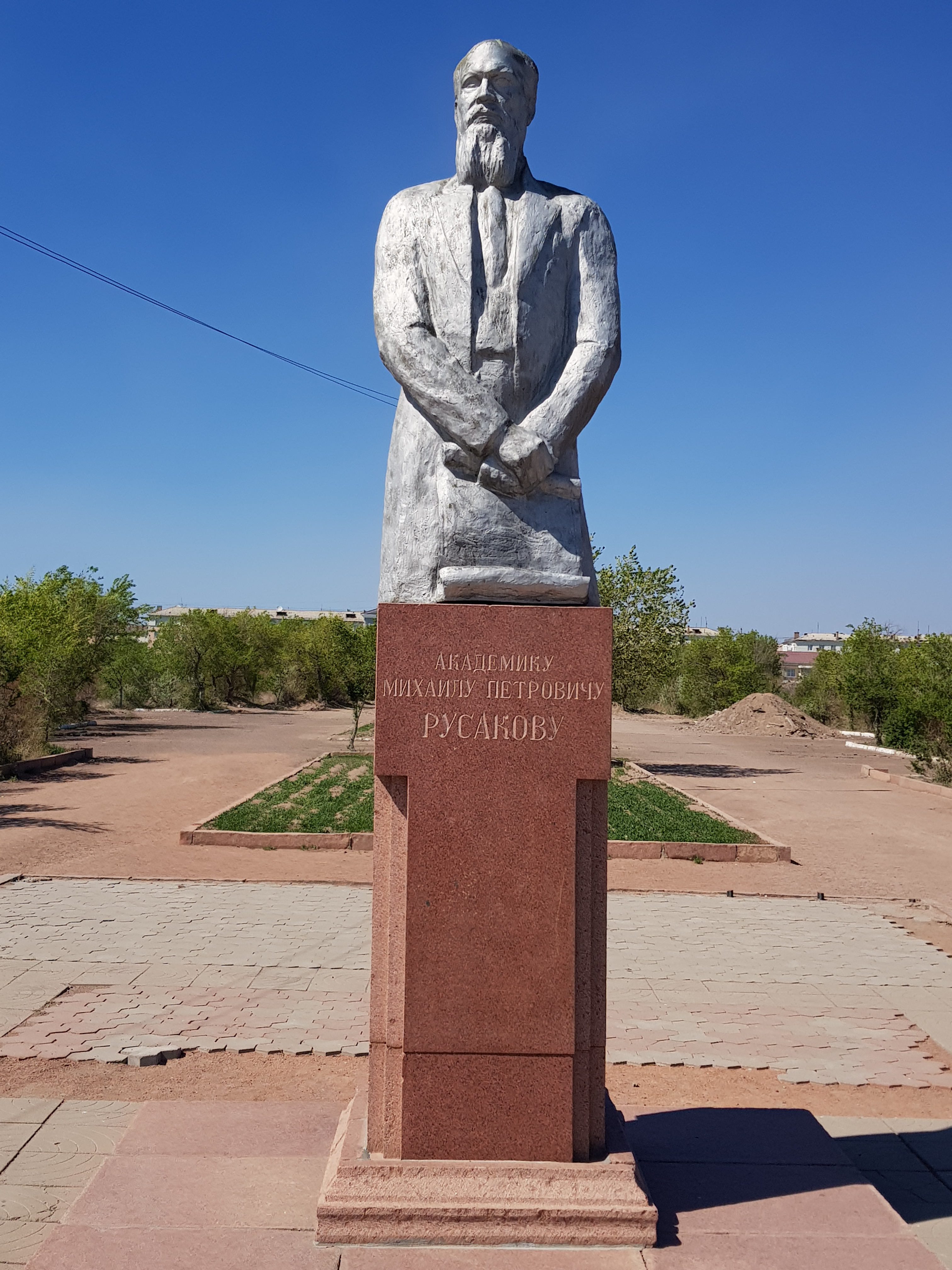
Памятник академику Михаилу Петровичу Русакову в городе Балхаш

- В честь Русакова названы минералы русаковит[кат.][11][12] — водный феррованадат Fe5[VO4]2(OH)9•3H2O и алюмрусаковит — Al5[VO4]2(OH)9•3H2O. Определённые пласты залегания медных руд в толще земли обозначены как русаковские слои.
- В 1963 году в городе Балхаш его имя присвоено школе № 2 (в 1966 г. в ней создан музей)[13], а в посёлке Коунрад его именем названа одна из улиц.
- В 1964 году установлена мемориальная доска на здании Института геологических наук в Алма-Ате,
- На доме по адресу Васильевский остров, 20-я линия, д. 13 в 1982 году была установлена мемориальная доска (архитектор В. Б. Бухаев)[14].
- К столетнему юбилею учёного 21 ноября 1992 года в городе Балхаш установлен памятник М. П. Русакову, отлитый из коунрадской меди в Санкт-Петербурге.
- В городе Балхаш учёному-геологу установлен памятник, его именем назван один из жилых микрорайонов[15]

Адреса в Петрограде/Ленинграде:
- 1920—1941, 1944—1949, 1954—1962 — линия 20-я, 13[16].